# 気圧配置

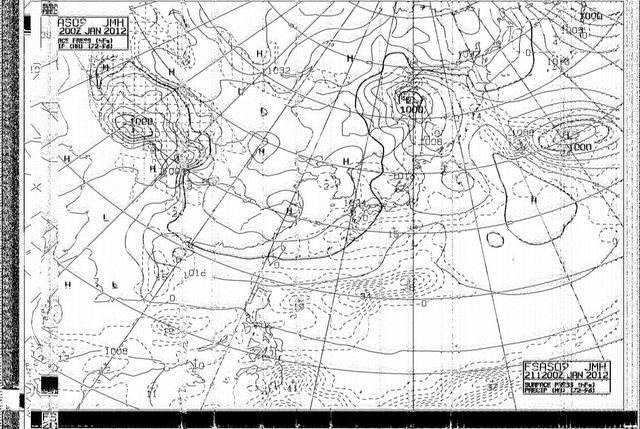
気象庁が放送している気圧配置図の例(気象無線模写報)

気圧配置（きあつはいち）または、気圧分布（きあつぶんぷ）とは、地球上の低気圧や高気圧などの位置関係のことをいう。気圧配置を等圧線を用いた図によって表現したものを、気圧配置図（きあつはいちず）という。

## 概要
地上天気図及び、高層天気図などでは、高・低気圧、前線、等圧線などといったあらゆる気象に関する情報、すなわち大気擾乱が示されている。このことから天気図とは、あらゆる大気擾乱の分布図であると解釈できる。この大気擾乱の分布状況を例えば、西に高気圧、東に低気圧がある状況を西高東低の気圧配置または単に冬型の気圧配置と呼んでいる。このように気圧配置とは、低気圧や高気圧などの位置関係を議論するときに用いる用語である。

## 日本付近で典型的な気圧配置の例
- 西高東低（冬型の気圧配置）

西に高気圧、東に低気圧で日本付近は等圧線が込んでいることから、北西の風及び寒気が流れ込み、日本海側で雪または雨、太平洋側では晴天といった天気をもたらす。日本海付近で等圧線がくの字型に曲がる「里雪型」と、日本付近で等圧線が平行になる「山雪型」とに細分される。厳密には、小規模で短期間の西高東低は「冬型の気圧配置」とは呼ばない。
- 南高北低（夏型の気圧配置）

日本付近が太平洋高気圧に覆われており、基本的に晴天で湿潤な天気をもたらす。
日本の南西にある高気圧が日本付近を広く覆い、日本の北東を低気圧が進んでおり、基本的に天気は回復傾向で晴天をもたらす。夏型の気圧配置をも含めて指すことが多い。
- 東高西低

東に高気圧、西に低気圧が位置しており、日本付近は南風が吹く場所が多くなり、太平洋からの湿った空気が入る太平洋側の山岳では天気が崩れることが多くなる。
- 北高型の気圧配置

名前の通り、着目している地点の北側に高気圧があり、北東の風が入り込んで曇りや雨の天気をもたらす。
- 梅雨型の気圧配置

日本の南東に太平洋高気圧、北東にオホーツク海高気圧があり、その間、梅雨前線が停滞し、前線付近では長雨、前線の南北では蒸し暑い晴天をもたらす。
- 南岸低気圧型の気圧配置

台湾付近で発生した低気圧が、寒気を伴って日本の南岸を進みながら発達し、広範囲で強風と曇天、低気圧や前線付近では激しい雷雨や大雪をもたらす。冬から春にかけて多く見られる。
- 二つ玉低気圧型の気圧配置

日本海側と太平洋側に2つの低気圧が並んで発生し、広範囲で強風や大雨、吹雪や大雪をもたらす。2つの低気圧が近いほど悪天候になり、低気圧の間に閉塞前線が発生することもある。冬から春にかけて多く見られる。
- 日本海低気圧型の気圧配置

中国・黄海・朝鮮半島付近で発生した低気圧が急速に発達しながら日本海を東に進み、比較的温暖となり、強風や大雨をもたらす。冬の場合は大雪となることもある。春の場合は春一番の突風を吹かせることがあるほか、メイストームと呼ばれる荒天をもたらすこともある。日本海にある低気圧に向かって風が吹く為、日本海側の地域では、中央山地越えの風によるフェーン現象により、気温が高くなる事もある。